# Francisco Narcizio
Francisco Narcizio Abreu de Lima (* 18. Juli 1971 in Fortaleza) ist ein ehemaliger brasilianischer Fußballspieler.

## Karriere
Narcizio begann seine Karriere 1991 bei Ceará SC. 1992 wechselte er zum Schweizer Yverdon Sport FC. 1993 kehrte er nach Brasilien zurück. Hier spielte er bis 1995 für Ferroviário AC (CE), Figueirense FC und Botafogo FR. Mit Botafogo wurde er 1995 brasilianischer Meister. 1996 wechselte er zum japanischen Erstligisten Cerezo Osaka. 1997 kehrte er nach Brasilien zurück. Anschließend wechselte er jede Saison den Verein. Von 1997 bis 2005 war er außerdem noch bei den Vereinen EC Vitória, SC Internacional, AA Ponte Preta, Paraná Clube und América Mineiro unter Vertrag. 2005 beendete er seine Karriere als Fußballspieler.

## Erfolge
Botafogo FR
- Brasilianischer Meister: 1995